# Seul contre tous
Seul contre tous è un film del 1998 scritto e diretto da Gaspar Noé, al suo esordio in un lungometraggio.
Si tratta del sequel del mediometraggio Carne dello stesso Noé, in cui compariva per la prima volta il personaggio del macellaio senza nome, interpretato sempre da Philippe Nahon.

## Trama
1980. Uscito di prigione carico di rabbia, un ex macellaio equino decide di vendicarsi contro un mondo alla deriva irrimediabilmente corrotto. Al personaggio dell'uomo si affianca la figlia Cynthia, oggetto di morbose fantasie incestuose, con la quale cerca di ricostruirsi una vita. 

## Produzione
Gaspar Noé ha avuto enormi difficoltà a riunire i fondi necessari alla realizzazione del film. Gli sono occorsi cinque anni per terminare il progetto di autofinanziamento a causa dei rifiuti da parte di produttori cinematografici e televisivi. «Dovevo girare il film per trovare della pellicola prima di poter girare di nuovo, un giorno in più. Philippe (Nahon) era costretto a rimettersi gli stessi vestiti, del tutto irrigiditi, perché non avevamo abbastanza denaro per riprendere le riprese».
La storia del macellaio si snoda per la periferia parigina con un lunghissimo monologo che riprende Angst e Taxi Driver.

## Distribuzione
A distanza di dieci anni dall'uscita del film in Francia è stato pubblicato un DVD, pubblicato da StudioCanal, in versione più raffinata con copertina in cartone. Il contenuto è il medesimo della precedente edizione ed entrambi hanno come contenuto extra il cortometraggio Carne e il commento audio sul cortometraggio e sul film. Precedentemente sul mercato francese era presente l'edizione in VHS. DVD e VHS hanno rating VM16. L'edizione internazionale è pubblicata col titolo I Stand Alone e copertina richiamante una delle scene finali del film. Il disco è in formato NTSC, è reperibile in Regione 1 e 4 e ha rating R.
Attualmente non vi sono edizioni in italiano. In Italia il film è stato trasmesso su Rai 3, in fascia notturna, all'interno del contenitore Fuori orario. Cose (mai) viste, sottotitolato e con censura a mosaico.

## Riconoscimenti
- 1998 - Festival di Cannes
  - Premio Mercedes-Benz per il miglior film della Settimana della Critica
- Festival di Sarajevo
  - Premio della critica internazionale
- Rencontres franco-américaines d'Avignon
  - Premio speciale della giuria
- Festival di Namur
  - Miglior attore
- Festival di Sitges
  - Miglior sceneggiatura
- Festival di Stoccolma
  - Miglior film
  - Miglior sceneggiatura